# Avaaz
Avaaz – ogólnoświatowa organizacja obywatelska założona w styczniu 2007, skupiająca aktywistów działających w zakresie globalnych zmian klimatycznych, praw człowieka, praw zwierząt, korupcji, nędzy i wojen.
Misją organizacji jest: tak zmieniać świat, w którym żyjemy, aby stawał się coraz bardziej podobny do świata, o jakim marzymy. Avaaz działa w 18 językach i utrzymuje, że w ruch zaangażowanych jest ponad 41 000 000 ludzi w 194 krajach. Według brytyjskiego The Guardian (2012): Avaaz liczy sobie tylko pięć lat, ale eksplodował stając się największą i najbardziej wpływową globalną grupą aktywistów w Internecie.
Nazwa Avaaz (z perskiego: آواز) pochodzi od perskiego słowa 'głos' (dźwięk, pieśń). Avaaz występuje również w zbliżonym znaczeniu w językach tureckim i bośniackim, a także w językach indoaryjskich: nepalskim, hindi, urdu, bengalski, marathi, sindhi i pendżabskim.